# Kleinheubach
Kleinheubach är en köping (Markt) i Landkreis Miltenberg i Regierungsbezirk Unterfranken i förbundslandet Bayern i Tyskland.
Köpingen ingår i kommunalförbundet Kleinheubach tillsammans med kommunerna Laudenbach och Rüdenau.